# Antic Institut Ravetllat-Pla
L'Antic Institut Ravetllat-Pla és un edifici situat als jardins del Doctor Pla i Armengol del barri del Guinardó de Barcelona, catalogat com a bé cultural d'interès local.

## Història

### Torre Fitona
Al segle xvii, aquesta finca es coneixia amb el nom de Torre Fitona i a partir de finals del segle xviii com a Els Seminaris, per haver passat a mans de la Congregació d'Operaris Missionistes, dedicada a l'aggiornamento de sacerdots i a la formació de seminaristes. Originalment, era molt més gran que els actuals jardins, ja que arribava prop de l'actual plaça de Sanllehy. Arran de la Desamortització de Mendizabal (1836), va passar a mans de l'Estat i el 1841 va sortir a subhasta pública, essent adjudicada a Antoni Rovira. Tanmateix, aquest va morir poc després, i l'escriptura de compravenda es va fer l'any següent a favor del seu soci Miguel Casamitjana i Serra, fill del pagès d'els Prats de Rei Miquel Casamitjana i Pascual i posseïdor d'una carnisseria a Barcelona. Va morir el 1851 i fou succeït pel seu primogènit Bonaventura Casamitjana i Artigas, però el 1862 aquest va signar un conveni amb la seva mare Teresa Artigas i els seus germans Miquel i Mercè, pel qual aquest darrer va quedar com a propietari de la finca.
El 1864, Miquel Casamitjana i Artigas en va vendre per 90.000 rals tres mujades (14.689,5 m²) a Josep Rosich i Jené, promotor de la societat Rosich i Cia, destinada a portar aigua a Barcelona de la riera de Caldes i el Ripoll i amb un capital de 10 milions de rals. N'eren socis els germans Manuel, Ignasi, Jaume, i Casimir Girona i Agrafel (60 %), Rosich i Miquel Sauqué (20 %), i Andreu Marí com a soci industrial i constructor. El 1869, l'empresa va obtenir l'autorització administrativa i va encarregar el projecte d'un aqüeducte de 20 km entre les captacions d'aigua a Barberà del Vallès amb el dipòsit que s'havia de construir als terrenys adquirits, i el 1871 Andreu Marí va guanyar la subhasta convocada per l'Ajuntament de Barcelona per al subministrament de 4.000 plomes (8.800 m³) d'aigua diàries. Tanmateix, aquell mateix any, Rosich en va vendre tots els drets a Marí, que tenia el suport dels germans Girona. El 1876, Andreu Marí i Miquel Casamitjana pactaren la permuta de dos trossos de terreny de 6.822,5 m² entre la part alta i la baixa de la muntanya, de manera que el primer podria situar el dipòsit més amunt. Tanmateix, la competència amb la Societat General d'Aigües de Barcelona, que tenia l'aqüeducte de Dosrius, va fer que acabessin venent-li els actius.
El 1890, Miquel Casamitjana en va vendre 14.532 m² a l'Hospital de la Santa Creu per a completar el solar del nou hospital, i poc després, va vendre uns altres 6.331 m² a Josep Utset i Fonollà. El 1895, va haver de vendre la resta pessetes al farmacèutic Frederic Benessat i Folch, que havia concedit dos préstecs de 15.000 pessetes al seu fill   Carles Casamitjana i Perarriera, propietari d'una sastreria a la Rambla.

### Institut Ravetllat-Pla

Ramon Pla i Armengol

El veterinari i bacteriòleg Joaquim Ravetllat i Estech (1871-1923) va acabar els seus estudis el 1890, i després de col·laborar amb diversos especialistes (entre ells Jaume Ferran i Clua), va elaborar una teoria alternativa sobre la tuberculosi i el bacil de Koch. El 1913, el metge Ramon Pla i Armengol (1880-1958) va conèixer la seva teoria, i després de diversos contactes, el 1918 començaren a treballar plegats amb la creació al Sanatori Mental de Salt (localitat natal de Ravetllat) d'un laboratori que experimentava amb 26 cavalls immunitzats. El juny del 1919, presentaren la seva teoria al Tercer Congrés de metges de llengua catalana, i van desenvolupar dos productes contra la tuberculosi: l'Hemo-antitoxina (ingerible) i el Sèrum Ravetllat-Pla (injectable), coneguts popularment com a «sang de cavall». Davant del buit de les institucions oficials, crearen un institut privat de recerca que elaborava i comercialitzava els dos medicaments, que distribuïren 
a més de 27 països,  molts d'ells sud-americans.
Ravetllat va morir a finals d'octubre del 1923, i Ramon Pla va portar el laboratori de recerca al passeig de Gràcia, 62, mentre la producció continuava a Salt. El 1924, l'Institut Ravetllat-Pla s'instal·là a la masia de Ca n'Hortal, al barri del Baix Guinardó, i Pla n'esdevingué l'únic propietari després d'arribar a un acord amb Elvira Ravetllat i Estech, germana i hereva del veterinari. El 1927, Ramon Pla va comprar la torre Fitona o els Seminaris, i tot seguit, va encarregar-ne la reforma a l'arquitecte Adolf Florensa i Ferrer. Les obres s'allargaren fins al 1930, i dels 67.000 m² de la finca només s'utilitzaren 40.000, quedant la resta fora de la tanca de la nova instal·lació. El 1934, i a fi d'ajustar-ne els límits de la propietat amb els carrers de Cartagena i Mas Casanovas, Pla va comprar tres petites parcel·les veïnes. A partir dels anys 1950, la finca va experimentar diverses modificacions amb l'obertura del carrer de Cartagena fins a arribar a l'avinguda de la Mare de Déu de Montserrat, i l'edificació de blocs de pisos a banda i banda de l'aquesta, des de la torre Vélez (Col·legi del Cardenal Spínola) fins a can Planàs (Centre Cívic del Guinardó).
Els laboratoris podien acollir fins a 100 cavalls, que seguien alternativament uns cicles de treball i de descans, residint a la finca o bé a unes vinyes al Penedès, on es refeien. L'equip tècnic era  format per Joaquim Gratacós i Massanella, veterinari municipal de Barcelona), i els metges Narcís Comas Esquerra i Amadeu Sabaté, a més d'altres treballadors.
El 1936, amb l'esclat de la Guerra Civil, Ramon Pla i la seva família s'exiliaren a Bèlgica, i l'Institut va seguir treballant com a laboratori municipal, començant a elaborar un nou producte, anomenat Plasma Hematopoyético Repla, que distribuïen gratuïtament entre les tropes republicanes. A començaments del 1937, la casa va ser llogada a la delegació del govern basc a Barcelona, encapçalada per Manuel de Irujo. El 26 de gener del 1939, Núria Pla i Montseny (1917-2011), filla del doctor (que s'exilià de nou a França i després a Mèxic), va entrar a la ciutat amb les tropes franquistes per a recuperar la finca i posar-se al capdavant dels laboratoris. El seu pare fou condemnat pel Tribunal de Responsabilitats Polítiques, i Núria Pla li va proposar la constitució d'una societat anònima amb un capital d'1 milió de pessetes, de les quals 700.000 serien de Ramon Pla i la resta de la seva dona Assumpció Montseny i la seva filla, a parts iguals.
A la postguerra, amb l'arribada dels antibiòtics, els productes Ravetllat-Pla es venien més com a tònics o reforçants que com específics antituberculosos: l'Hemotonil (1942), el Coagen (1948), i l'Hemoplovit (1958). Cap al 1970 reaparegué l'antiga Hemo-antitoxina però amb un complement vitaminat, i finalment, els laboratoris van tancar cap a finals de la dècada. El 2009, Núria Pla va donar l'arxiu i la biblioteca de l'Institut a la Unitat d'Història de la Medicina de la Universitat Autònoma de Barcelona.

### Municipalització
El 1989, Núria Pla va signar un conveni amb l'Ajuntament, pel qual aquest li'n compraria 5.700 m² per 97 milions de pessetes, destinats a l'obertura de la Ronda del Guinardó, amb la condició que la resta de la finca, juntament amb una important col·lecció de 800 peces de mobiliari, escultura i orfebreria, fos cedida gratuïtament al municipi a la mort de la propietària. Tanmateix, poc abans de morir el 2011 sense descendència, va fer un nou testament on nomenava com a hereva universal la Fundació Ramon Pla Armengol, que es constituí legalment post mortem. L'Ajuntament recorregué a la justícia, que el 2015 sentencià al seu favor, i ambdues parts arribaren a un acord mitjançant el qual es crearia un museu a la casa amb la col·lecció de la doctora, gestionat per la Fundació, del que el 22 d'octubre del 2015 es van inaugurar les tres primeres sales.
Per la seva banda, l'Ajuntament tindria cura dels jardins, les obres de rehabiltació dels quals es van iniciar el maig del 2018 i es van inaugurar el desembre del 2019 amb el nom de jardins del Doctor Pla i Armengol.

## Descripció
Tot el recinte queda tancat per un mur amb la porta d'entrada a l'avinguda de la Mare de Déu de Montserrat. Aquesta està formada per dos pilars, que aguanten gerros amb flors de pedra, que fan de suport per la reixa de ferro forjat; a banda i banda hi ha dues portes i dues finestres d'arc de mig punt.

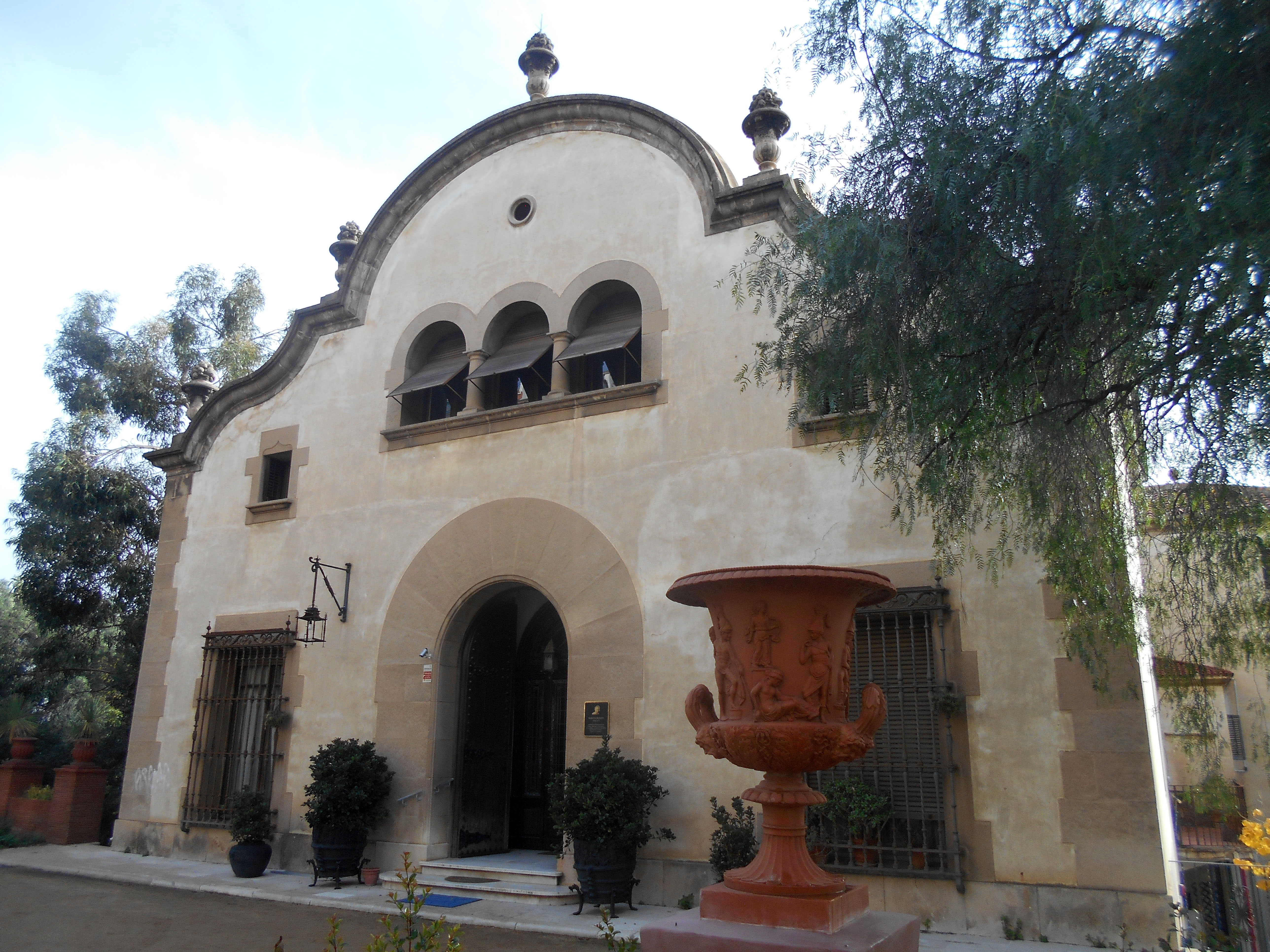
Façana a l'avinguda de la Verge de Montserrat

L'edifici consta de planta baixa i tres pisos i té la coberta a quatre vessants. La façana principal, orientada cap al jardí, té un eix de simetria marcat per la porta d'entrada. Aquesta és d'arc de mig punt i està emmarcada per dues columnes dòriques que sostenen un entaulament que sobresurt del pla de la façana. Als costats s'obren quatre parells de finestres, dues per banda, d'arc de mig punt. El mur als extrems, on s'ubiquen els últims parells de finestres, sobresurt lleugerament. El parament està pintat imitant carreus de punta de diamant i dovelles a les finestres. Al centre del primer pis hi ha una porta allindanada emmarcada per dues pilastres que acaben amb mènsules que aguanten un frontó triangular amb el timpà buit; a banda i banda unes volutes reposen sobre les pilastres. Aquesta porta dona a un petit balcó amb la barana de balustres i pilars rematats amb boles als extrems; l'entaulament de la planta baixa li fa de llosana. Als costat s'obren quatre finestres dobles, seguint els eixos longitudinals de les del pis inferior, amb la llinda i l'ampit motllurats. En aquest nivell el mur als extrems també sobresurt. El parament està pintat creant grans rectangles que decoren els espais buits. Al segon pis s'obre una galeria que ocupa tot el nivell. Fa de tancament una barana de balustre amb un seguit de pilars on reposen columnes les quals aguanten un entaulament. Als extrems el mur sobresurt lleugerament i aquí les columnes són substituïdes per dos pilars que aguanten un entaulament sobre el qual hi ha un frontó sense decoració. Al pis superior, l'espai de la galeria és ocupat per una terrassa amb barana de balustres i pilars que sostenen boles de pedra. S'obren a la terrassa portes d'arc de mig punt.
A banda i banda d'aquesta ala s'adossen dos cossos, el sud molt més gran que el nord, de planta baixa, un pis i terrat. A la planta baixa s'obren finestres rectangulars i el parament està pintat imitant carreus en punta de diamant, igual que el cos principal. Al segon pis un seguit d'obertures d'arc de mig punt donen pas a una galeria. La terrassa superior queda tancada per una barana de balustres.
La casa té forma de «T» i aprofita el desnivell del terreny per fer una planta més a l'ala orientada de nord a sud. La façana principal es troba en el cos orientat de oest a est i dona a l'avinguda de la Mare de Déu de Montserrat. Consta de planta baixa, un pis i unes golfes i té coberta a doble vessant amb el carener perpendicular a la façana. La porta principal és d'arc de mig punt adovellat i a banda i banda s'obren finestres allindades cobertes amb una reixa de ferro forjat. Al primer pis s'obre, al centre, una galeria de tres arcs de mig punt amb columnes dòriques. Als costats, i una mica desplaçades cap a baix, s'obren dues finestres amb la llinda decorada amb un arc conopial en relleu. A les golfes hi ha un ull de bou. La façana té un coronament mixtil·líni que està resseguit per una motllura llisa sobre la qual reposen gerros amb flors de pedra. Tota la façana està arrebossada i pintada excepte l'emmarcament de les obertures i la motllura superior.
Molt a prop hi ha les cavallerisses, que són unes naus de planta rectangular amb teulada a doble vessant.